# Линнеборн, Фредерик Франц
Фредерик Франц Линнеборн (нем. Frederick Franz Linneborn, 27 мая 1864 года, Хюстен, Германия — 21 июля 1915 года, Восточная Бенгалия) — католический прелат, третий епископ Дакки с 13 февраля 1909 года по 21 июля 1915 года. Член монашеской Конгрегации Святого Креста.

## Биография
Родился в Хюстене, Германия. 20 апреля 1889 года рукоположён в священники в монашеской Конгрегации Святого Креста.
13 февраля 1909 года римский папа Пий X назначил его епископом Дакки. 11 апреля 1909 года состоялось его рукоположение в епископы, которое совершил кардинал, префект Священной Конгрегации Пропаганды Веры Джироламо Мария Готти в сослужении с архиепископом Бостона Уильямом Генри О’Коннеллом и титулярным епископом Эммауса Алджерноном Чарльзом Стэнли.
Скоропостижно скончался в июле 1915 года в Дакке.